# Brynolf Larsson
Pour les articles homonymes, voir Larsson.
Erik Brynolf Larsson (né le 20 juin 1885 à Stockholm et décédé le 31 décembre 1973 à Stockholm) est un athlète suédois spécialiste du fond. Affilié au Södermalms IK, il mesurait 1,76 m pour 63 kg.

## Biographie

### Palmarès
| Date | Compétition           | Lieu      | Résultat | Épreuve          | Performance   |
| ---- | --------------------- | --------- | -------- | ---------------- | ------------- |
| 1912 | Jeux olympiques d'été | Stockholm | 9e       | Cross individuel | 47 min 37 s 4 |

### Records
| Épreuve       | Performance   | Lieu | Date |
| ------------- | ------------- | ---- | ---- |
| 10 000 mètres | 32 min 45 s 3 |      | 1909 |